# Dojč
Dojč je obec na Slovensku, leží v okrese Senica v Trnavském kraji. Žije zde přibližně 1 300 obyvatel.

## Poloha
Obec se nachází v severní části Záhorské nížiny. Její severní část katastrálního území zasahuje okraj Myjavské pahorkatiny, jižní část se nachází v Myjavské nivě. Rovinný až kopcovitý povrch je tvořen třetihorními jíly a písky, na povrchu čtvrtohorní spraše, naváté písky a nivní uloženiny. Nadmořská výška se pohybuje v rozmezí 178 až 260 m, střed obce je ve výšce 180 m n. m. Na území se vyskytují skupiny akátových lesů a v nivní části zbytky lužních lesů.
Obcí Dojč protéká soutok Dolinského potoka a Holubinského potoka jihovýchodním okrajem obce protéká Koválovský potok. Jižní hranicí protéká řeka Myjava a její rameno Stará Myjava.
Obcí prochází silnice II/500 z obce Kúty do Senice.

## Historie
Osídlení obce proběhlo již v neolitu. První písemná zmínka o obci pochází z roku 1392, kde je jmenována jako Nogdaych nebo Kisdaych. V roce 1397 je uváděna fara. Ve 14. až 16. století je obec nazývána Doych, v roce 1773 Dojts, Dojcžy a v 19. století Dojč, Dojca, v roce 1913 maďarsky Dócs, v roce 1920 Dojčie a od roku 1927 se používá název Dojč.
Obec náležela panství Šašín, od roku 1452 panství Holíč. V roce 1749 postoupil Jozef Czobor obec Františkovi I. Šttěpánovi Lotrinskému. Hlavní obživou bylo zemědělství a pěstování vinné révy.
V období první světové války padlo 42 obyvatel Dojče. Před nástupem druhé světové války byl v obci ze záložníků vytvořen oddíl SOS a odeslán 21. května 1938 k posílení hranice v Gajarech.
Po válce vzniklo v obci JRD (Jednotné roľnícke družstvo), které po spojení v roce 1973 s Šajdíkove Humence (JRD Rovnosť) přetrvalo i po transformaci roce 1998 jako JRD Dojč. Družstvo se zasloužilo o provádění meliorací v okolí Bištavského (1961) a Holubinského potoka (1970), regulace toku řeky Myjavy (1966) nebo výstavby přehrady na Koválovském potoce.

## Farnost
Farnost je uváděna v roce 1397, kdy podléhala šaštínskému diakonovi. Římskokatolická farnost Dojč spravuje také filiální farnost v Šajdíkove Humence.

## Partnerská obec
- Boršice

## Osobnosti
- Pavel Blaho (1867–1927) publicista, realistický spisovatel, lékař, politik, člen SNR v roce 1918
- Július Koreszka (1895–1858) malíř a krajinář

## Památky
- Římskokatolický kostel Všech svatých ze 14. století, přestavěn v roce 1734 v barokním slohu. Na hlavním oltáři je obraz všech svatých z roku 1788.[6]
- Kaple Svaté Trojice se nachází v části Závsí. Nadace na stavbu kapličky byla založena v roce 1721. V první polovině 19. století byla přestavěna v klasicistním slohu.[8]
- Socha svatého Floriána v části Hoštáky, lidové baroko z roku 1804.[9]
- Pomník padlým. U kostela je pomník padlým v první světové válce. Na vysokém podstavci je vztyčen kříž s Pietou.[10][11]

V roce 2009 byl na území obce Dojč část Záhorí nalezen rovnoramenný křížek tzv. byzantského typu. Křížek má rozměry 33,4×36,6 mm, je tlustý 1,3 až 1,5 mm, proveden z olova. Podle datace archeologů pochází z 9. století z období Velkomoravské říše.

## Galerie

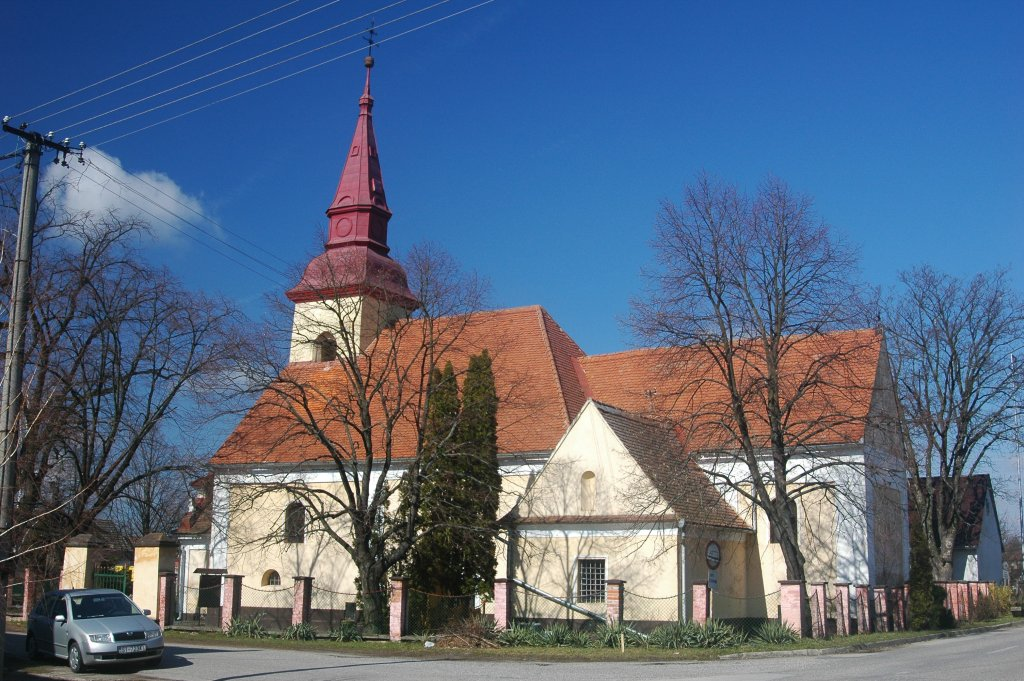
Kostel Všech svatých
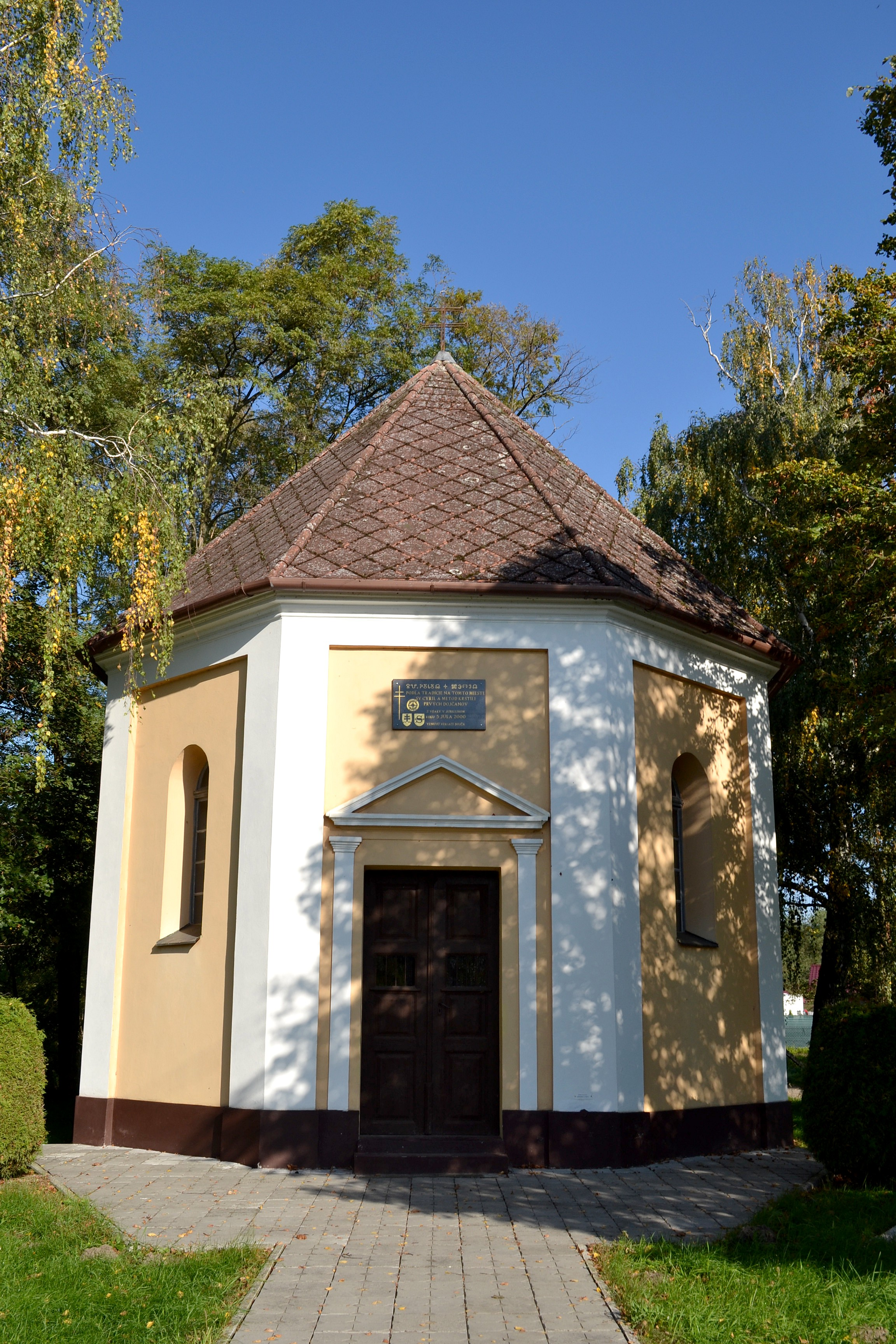
Kaple Svaté Trojice
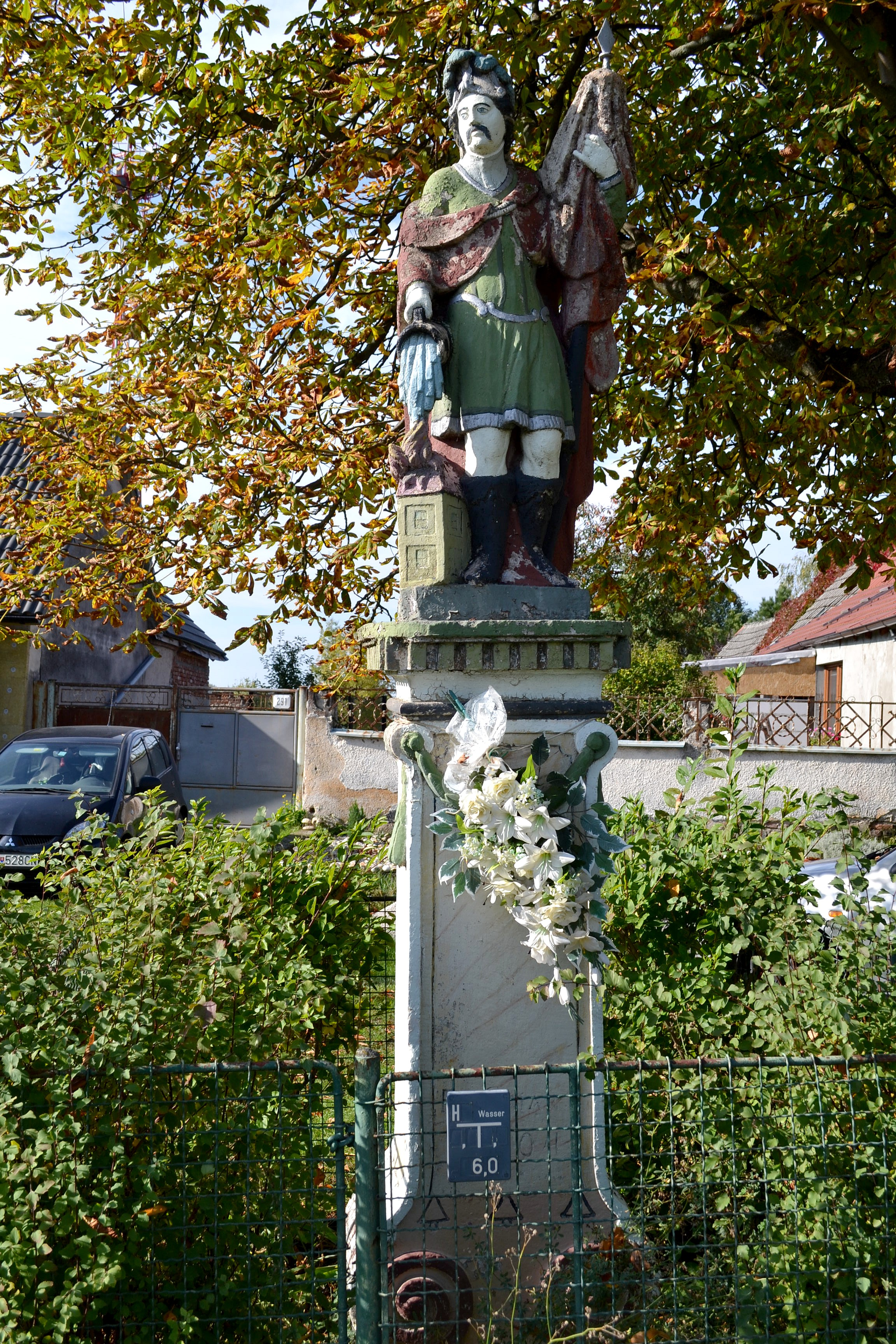
Socha sv. Floriána
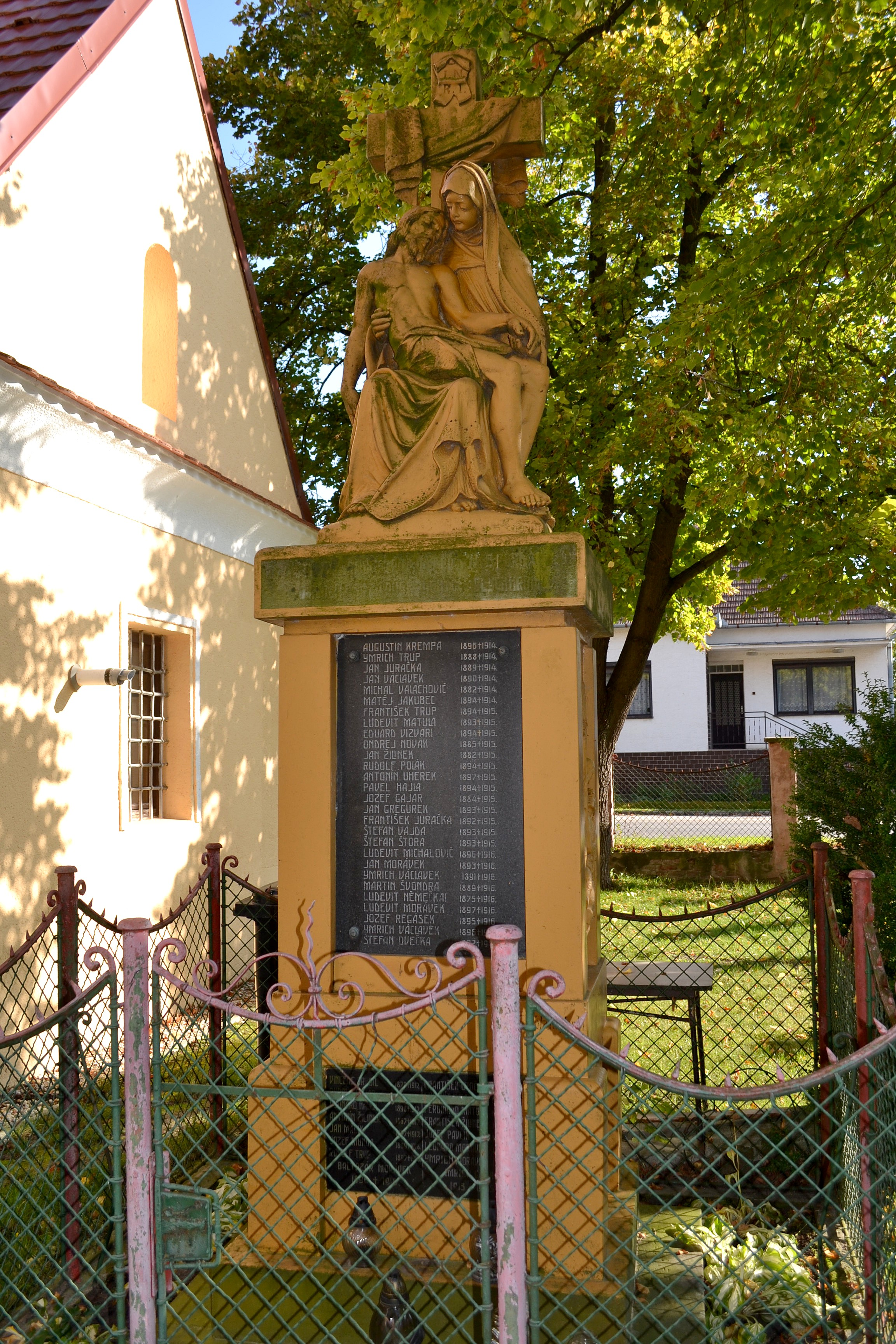
Pomník padlým
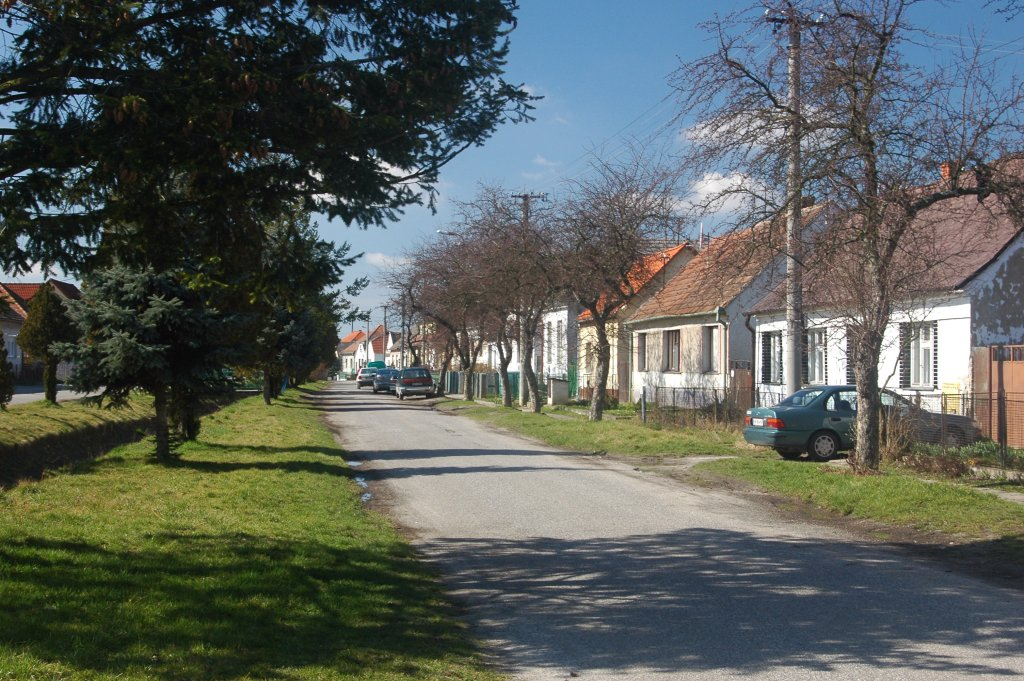
Obec Dojč